# John Taylor, Baron Kilclooney

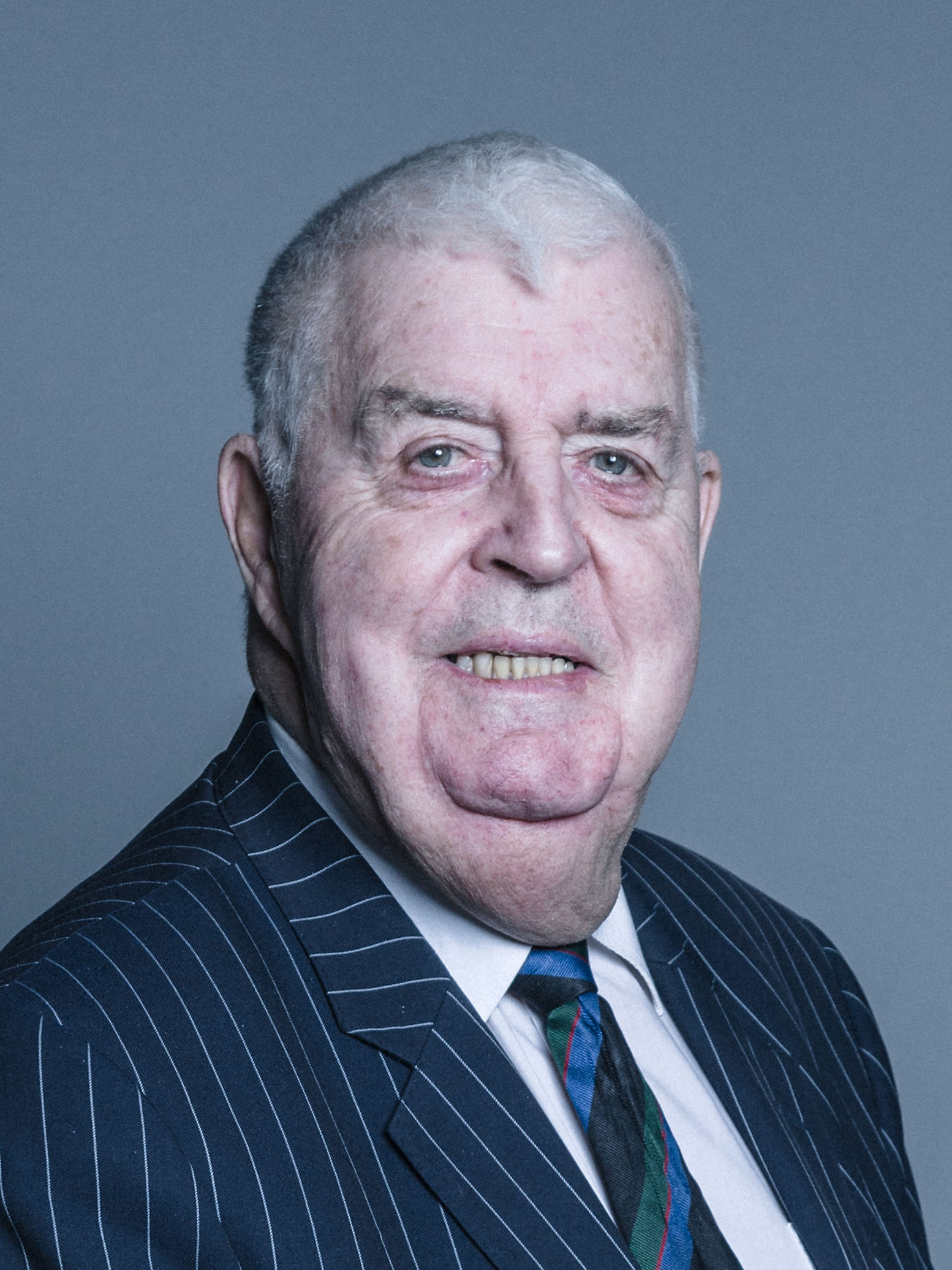
John Taylor, Baron Kilclooney

John David Taylor, Baron Kilclooney PC (NI) (* 24. Dezember 1937 in Armagh) ist ein britischer Politiker der Ulster Unionist Party (UUP), der sowohl Abgeordneter des House of Commons als auch Mitglied des Europäischen Parlaments war und seit 2001 als Life Peer Mitglied des House of Lords ist. Darüber hinaus war er mehrere Jahre Mitglied der Parlamente Nordirlands wie zuletzt der Northern Ireland Assembly und zeitweise Innenminister Nordirlands.

## Leben

### Abgeordneter und Innenminister Nordirlands
Taylor, der von Beruf Ingenieur ist und 1968 Direktor der West Ulster Estates Ltd wurde, begann seine politische Laufbahn in Nordirland und war während seines Studiums von 1959 bis 1960 Vorsitzender der Conservative and Unionist Association an der Queen’s University Belfast. Im Anschluss war er von 1961 bis 1962 Vorsitzender des Rates der Jungen Unionisten in der Provinz Ulster.
Er wurde 1965 erstmals als Kandidat der Ulster Unionist Party Mitglied des Parlaments von Nordirland in Stormont Castle, in dem er bis zur Auflösung des Parlaments im März 1972 den Wahlkreis South Tyrone vertrat. Zuletzt war er zwischen 1970 und 1972 auch Innenminister Nordirlands in den Kabinetten von Premierminister James Chichester-Clark und Brian Faulkner. 1970 erfolgte auch seine Berufung zum Mitglied des nordirischen Privy Council.
In der kurzlebigen Nordirischen Versammlung von 1973 bis 1974 war er ebenfalls Mitglied und vertrat in dieser den Wahlkreis Fermanagh and South Tyrone. Zwischen 1975 und 1976 war Taylor, der 1974 auch Direktor der Bramley Apple Restaurant Ltd sowie 1978 Direktor der Gosford Housing Association Ltd in Armagh wurde, als Vertreter des Wahlkreises North Down Mitglied der Verfassunggebenden Versammlung.

### Mitglied des Europäischen Parlaments und Abgeordneter des House of Commons
Bei der Europawahl 1979 wurde Taylor für Nordirland zum Mitglied des 1. Europäischen Parlamentes gewählt und gehörte diesem nach seiner Wiederwahl bei der Europawahl 1984 auch in der zweiten Wahlperiode von 1984 bis 1989 an. Ende 1986 verließ er aus Protest gegen das Anglo-Irische Abkommen die Fraktion der Europäischen Demokraten und schloss sich kurz darauf der rechtsextremen Fraktion der Europäischen Rechten an.
Er wurde 1983 Mitglied der neu geschaffenen Nordirischen Versammlung und vertrat in dieser bis zur erneuten Auflösung 1986 den Wahlkreis North Down.
Darüber hinaus wurde Taylor, der seit 1983 Direktor der in Armagh erscheinenden Tageszeitung Ulster Gazette und seit 1992 der Carrickfergus Advertiser Ltd ist, bei den Unterhauswahlen vom 9. Juni 1983 für die UUP erstmals zum Abgeordneten in das House of Commons gewählt und vertrat dort bis zu den Unterhauswahlen am 7. Juni 2001 den Wahlkreis Strangford. Während seiner Unterhausmitgliedschaft war er zwischen 1992 und 1997 erst Sprecher der Fraktion der UUP für Handel und Industrie sowie anschließend von 1997 bis 2001 für Auswärtige Angelegenheiten und Angelegenheiten des Commonwealth of Nations.
Zwischen 1989 und 1997 engagierte er sich auch in der Kommunalpolitik als Mitglied des Stadtrates von Castlereagh, in dem er von 1989 bis 1994 auch Vorsitzender der Fraktion der UUP war.
Die Ostmediterrane Universität verlieh Taylor 1998 einen Ehrendoktor (Hon. Ph.D.).
Nachdem er zwischen 1994 und 1996 Ehren-Sekretär der Ulster Unionist Party war, fungierte er von 1995 bis 2001 als stellvertretender Führer der UUP. Darüber hinaus war er von 1997 bis 2011 Mitglied der Parlamentarischen Versammlung der Westeuropäischen Union (WEU) sowie von 1997 bis 2005 Mitglied der Parlamentarischen Versammlung des Europarates. Bei den Wahlen vom 25. Juni 1998 wurde Taylor außerdem als Mitglied in die neue Northern Ireland Assembly gewählt und gehörte dieser für die UUP nach seiner Wiederwahl am 26. November 2003 bis zu den Wahlen vom 7. März 2007 an. Außerdem war er von 2001 bis 2006 Mitglied des Northern Ireland Policing Board.

### Oberhausmitglied und Funktionen in der Privatwirtschaft
Nach seinem Ausscheiden aus dem Unterhaus wurde Taylor durch ein Letters Patent vom 17. Juli 2001 als Life Peer mit dem Titel Baron Kilclooney, of Armagh in the County of Armagh in den Adelsstand erhoben. Kurz darauf erfolgte am 17. Oktober 2001 seine Einführung (Introduction) als Mitglied des House of Lords. Im Oberhaus gehört er zur Gruppe der sogenannten Crossbencher.
In der Folgezeit übernahm Lord Kilclooney weiterhin zahlreiche Funktionen in der Privatwirtschaft und ist unter anderem Vorstandsmitglied von Cerdac Print Belfast Ltd, Tyrone Printing Ltd, Tyrone Courier Ltd, Tyrone Constitutions Ltd, Sovereign Properties Northern Ireland Ltd, Tontine Rooms Holding Co Ltd, Ulsternet Northern Ireland Ltd, Outlook Press Ltd, Coleraine Chronicle Ltd, Northern Constitution Ltd, Northern Newspapers Ltd, Midland Tribune Ltd, Alpha Publications Ltd, Northern Media Gp Ltd und East Antrim Newspapers Ltd.
Daneben engagiert er sich als Mitglied des Verwaltungsrates der Charles Sheils Houses, der Gosford Voluntary Housing Assoc, der Royal School of Armagh sowie als Mitglied der Royal Historical Society, des Institute of Civil Engineers of Ireland sowie des Institute of Highway Engineers.
Am 9. November 2020 geriet Lord Kilclooney in die öffentliche Kritik, nachdem er die frisch gewählte US-amerikanische Vizepräsidentin Kamala Harris in einem Tweet als „die Inderin“ (the Indian) bezeichnet hatte. Der Lord Speaker forderte ihn daraufhin auf, die Bemerkung zurückzunehmen, was er auch tat. Er bestritt jedoch, dass die Bemerkung rassistisch gewesen sei und lehnte eine Entschuldigung ab.

## Veröffentlichungen
- Ulster: The Economic Facts (1971)